# Wyższa Szkoła Rozwoju Lokalnego w Żyrardowie
Wyższa Szkoła Rozwoju Lokalnego w Żyrardowie – niepubliczna szkoła wyższa z siedzibą główną w Żyrardowie powołana decyzją Ministra Edukacji Narodowej i wpisana 29 sierpnia 1997 r. pod nr 133 do rejestru uczelni  niepublicznych. Założycielem uczelni jest Mazowieckie Towarzystwo Naukowe z siedzibą w Warszawie. Wyższa Szkoła Rozwoju Lokalnego jest najstarszą uczelnią w Żyrardowie. Obecnie zakończyła działalność i została wykreślona z ewidencji.

## Historia
Wyższa Szkoła Rozwoju Lokalnego w Żyrardowie jest uczelnią ekonomiczną. Od początku swojego funkcjonowania uczelnia kształci studentów na kierunku ekonomia ze szczególnym uwzględnieniem tematyki dotyczącej samorządu terytorialnego i gospodarki lokalnej. Pod pojęciem tym kryje się jednak bardzo szeroka problematyka, o czym mogą świadczyć tematy prac licencjackich. Dotyczą one zwłaszcza spraw lokalnych, ale również dziedzin gospodarczych, bankowości, finansów publicznych, polityki społecznej, warunków życia ludności, gospodarki komunalnej i mieszkaniowej, turystyki, planowania przestrzennego i strategicznego, zagadnień prawnych oraz funkcjonowania władzy na szczeblach państwowych. W 2003 roku szkoła przeniosła się do swojej obecnej siedziby przy ulicy Ludwika Waryńskiego 1. Do budynku, który został wydzierżawiony przez WSRL od Mazowieckiego Zarządu Nieruchomości. W 2004 roku wprowadzone zostały specjalizacje na trzecim roku studiów. Zgodnie z zainteresowaniami, zgłoszonymi przez studentów, podjęto decyzję o uruchomieniu trzech specjalności: gospodarki lokalnej, ekonomiki ochrony środowiska oraz finansów i bankowości komercyjnej. Do tej grupy w roku akademickim 2008/2009 dołączyła nowa specjalność: Logistyka i marketing usług. W dniu 15 kwietnia 2010 r. Wyższa Szkoła Rozwoju Lokalnego w Żyrardowie uzyskała zgodę Minister Nauki i Szkolnictwa Wyższego prof. Barbary Kudryckiej na utworzenie w Dublinie, w Irlandii, zamiejscowej jednostki organizacyjnej Wyższej Szkoły Rozwoju Lokalnego w Żyrardowie – Zamiejscowego Wydziału Ekonomicznego w Dublinie.

## Obecne władze uczelni
- Rektor uczelni: dr Dariusz Kaczanowski
- Kanclerz uczelni: mgr inż. Barbara Rakowska
- Dziekan Wydziału Ekonomicznego w Żyrardowie: dr Mariola Pytlak
- Dziekan Zamiejscowego Wydziału Ekonomicznego w Dublinie: dr Jarosław Płachecki

## Kształcenie
Obecnie Uczelnia daje możliwość podjęcia studiów I stopnia w trybie niestacjonarnym na kierunku Ekonomia na Wydziale Ekonomicznym w Żyrardowie oraz Zamiejscowym Wydziale Ekonomicznym w Dublinie.

## Uniwersytet Trzeciego Wieku
Uniwersytet Trzeciego Wieku przy Wyższej Szkole Rozwoju Lokalnego w Żyrardowie powstał w 2006 roku z inicjatywy ówczesnego Rektora WSRL prof. dr hab. Witolda Rakowskiego. W swoim głównym założeniu Uniwersytet Trzeciego Wieku skierowany został do osób w wieku starszym. Koncepcja zajęć polega na organizacji cyklu wykładów związanych z profilem uczelni (ekonomia, gospodarka, geografia, ochrona środowiska i inne), problematyką lokalną (historia i kultura Żyrardowa, Mazowsza), uzupełnionych – zgodnie z sugestiami słuchaczy – wykładami na temat sztuki, architektury, turystyki, zdrowia, psychologii i innych. Bazę dydaktyczną UTW stanowią przede wszystkich wykładowcy WSRL w Żyrardowie.

## Publikacje
Wykaz publikacji wydanych przez uczelnię:
- Polish Emigration In Ireland in the 20th and early 21st Centuries [pod red. J. Płachecki].
- Rocznik Żyrardowski. Tom IX [pod red. W. Rakowski].
- Przemiany społeczno-gospodarcze miasta w strefie podmiejskiej aglomeracji na przykładzie Grodziska Mazowieckiego [autor: M. Pytlak].
- Mazowsze w wielkiej wojnie z Zakonem Krzyżackim [pod red. K. Zwoliński].
- Rocznik Żyrardowski. Tom VIII [pod red. W. Rakowski].
- Rocznik Żyrardowski. Tom VII [pod red. W. Rakowski].
- Studia nad regionem radomskim. Tom IV [pod red. W. Rakowski].
- Rocznik Żyrardowski. Tom VI [pod red. W. Rakowski].
- Owocne lata [autor: K. Królikowska-Waś].
- Studia nad regionem radomskim. Tom III [pod red. W. Rakowski].
- Lokalny rynek pracy w realiach powiatu żyrardowskiego [pod red. W. Rakowski].
- Rocznik Żyrardowski. Tom V [pod red. W. Rakowski].
- Studia nad regionem radomskim. Tom II [pod red. W. Rakowski].
- Zarys mikroekonomii – ćwiczenia, zadania, testy, problemy [autorzy: L. Bednarowska, J. Drążkiewicz].
- Promocja zdrowia i wczesne wykrywanie chorób przewlekłych wśród mieszkańców powiatu grodzkiego [pod red. W. Rakowski].
- Rocznik Żyrardowski. Tom IV [pod red. W. Rakowski].
- Pamiętniki Polaków na Wschodzie. Białoruś, Ukraina, Kazachstan – Losy pokoleń. Tom II [opracowanie: A. Budzyński].
- Pamiętniki Polaków na Wschodzie. Białoruś, Ukraina, Kazachstan – Losy pokoleń. Tom I [opracowanie: A. Budzyński].
- Wstęp do ekonometrii (z zadaniami) [autor: E. Nowakowski].
- Procesy dostosowawcze województwa Mazowieckiego do nowych warunków otoczenia [materiały z konferencji zorganizowanej przez WSRL 24 września 2004.].
- Rocznik Żyrardowski. Tom III [pod red. W. Rakowski].
- Historia i kultura Mazowsza [autor: B. Dymek].
- Rozwój peryferyjnego ośrodka o znaczeniu regionalnym a zmiany struktur funkcjonalno-przestrzennych na przykładzie Suwałk [autor: D. Piotrowski].
- Wpływ bezpośrednich inwestycji zagranicznych i środków finansowych Wspólnot Europejskich na rozwój Irlandii po 1 stycznia 1973 roku [autor: J. P. Rosa].
- Rola przemysłu zaawansowanej technologii w rozwoju regionalnym i lokalnym [autor: M. Gurbała].
- Rocznik Żyrardowski. Tom II [pod red. W. Rakowski].
- Rocznik Żyrardowski. Tom I [pod red. W. Rakowski].
- Sanologia. Nauka o zdrowiu społeczeństwa [pod red. L. Jabłoński].

## Konferencje naukowe
Do konferencji naukowych zorganizowanych/współorganizowanych przez Wyższą Szkołę Rozwoju Lokalnego w Żyrardowie należy zaliczyć:
- Seminarium  naukowe pt. „Polska emigracja w Irlandii: wczoraj i dziś” zorganizowane w Irlandii przez Zamiejscowy Wydział Ekonomiczny w Dublinie,
- Konferencja naukowa „Mazowsze w wielkiej wojnie z zakonem krzyżackim 1409–1411” zorganizowana wraz z Mazowieckim Towarzystwem Naukowym – założycielem WSRL,
- Konferencja „Strategia rozwoju województwa mazowieckiego i możliwości jej realizacji w  podregionie radomskim” zorganizowana wspólnie z Wydziałem Ekonomicznym Politechniki Radomskiej oraz Oddziałem Warszawskim Polskiego Towarzystwa Ekonomicznego,
- Konferencja „Historyczne uwarunkowania rozwoju województwa mazowieckiego i współczesne wyzwania” zorganizowana wspólnie z Mazowieckim Towarzystwem Naukowym i Fundacją Ochrony Środowiska Naturalnego Miasta Żyrardowa i Okolic w Żyrardowie,
- Konferencja „Lokalny Rynek Pracy w Realiach Powiatu Żyrardowskiego – stan i perspektywy” zorganizowana we współpracy z Powiatowym Urzędem Pracy w Żyrardowie,
- Spotkanie konsultacyjne dotyczące Strategii Rozwoju Mazowsza do 2020 roku,
- Spotkanie Rektorów Wyższych Szkół Niepublicznych z województwa mazowieckiego,
- Konferencja „Dostosowywanie się województwa mazowieckiego do nowych warunków otoczenia”.

## Biblioteka
Biblioteka Wyższej Szkoły Rozwoju Lokalnego w Żyrardowie powstała w 1997 roku. Jest jednostką ogólnouczelnianą organizującą warsztat naukowo-dydaktyczny dla potrzeb środowiska akademickiego. Księgozbiór Biblioteki ma charakter uniwersalny. Biblioteka gromadzi piśmiennictwo ze wszystkich dyscyplin wiedzy uprawianych w Wyższej Szkole Rozwoju Lokalnego, ze szczególnym uwzględnieniem wydawnictw z zakresu nauk ekonomicznych, społecznych, dzieł podstawowych oraz encyklopedycznych. Pełni również funkcję ogólnodostępnej biblioteki publicznej, służącej upowszechnianiu nauki i kultury w społeczeństwie.

Misją biblioteki WSRL w Żyrardowie jest utrzymywanie najwyższego profesjonalnego poziomu swej działalności, w celu aktywnego wspierania procesów naukowo–badawczych i edukacyjnych, zgodnie z oczekiwaniami oraz potrzebami kadry naukowej, studentów oraz użytkowników zewnętrznych.

Wielkość zbiorów opracowanych ogółem: 6843 (stan na 30.11.2011), w tym:
- książki – 4993 wol.,
- czasopisma – 1700 egzemplarzy,
- zbiory specjalne – 150 jednostek bibliotecznych.

## Galeria zdjęć

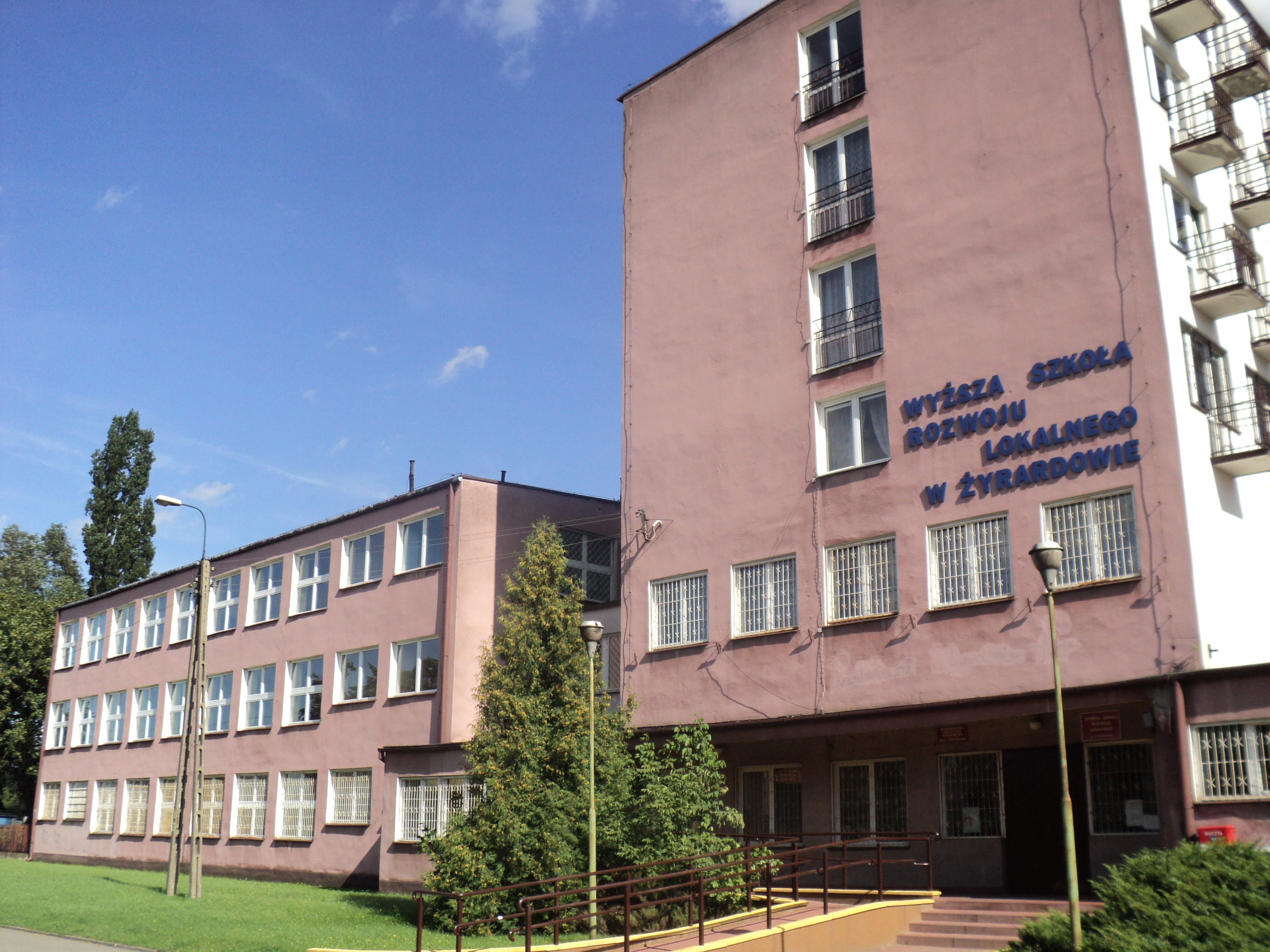
Budynek WSRL w Żyrardowie (od ul. Waryńskiego)
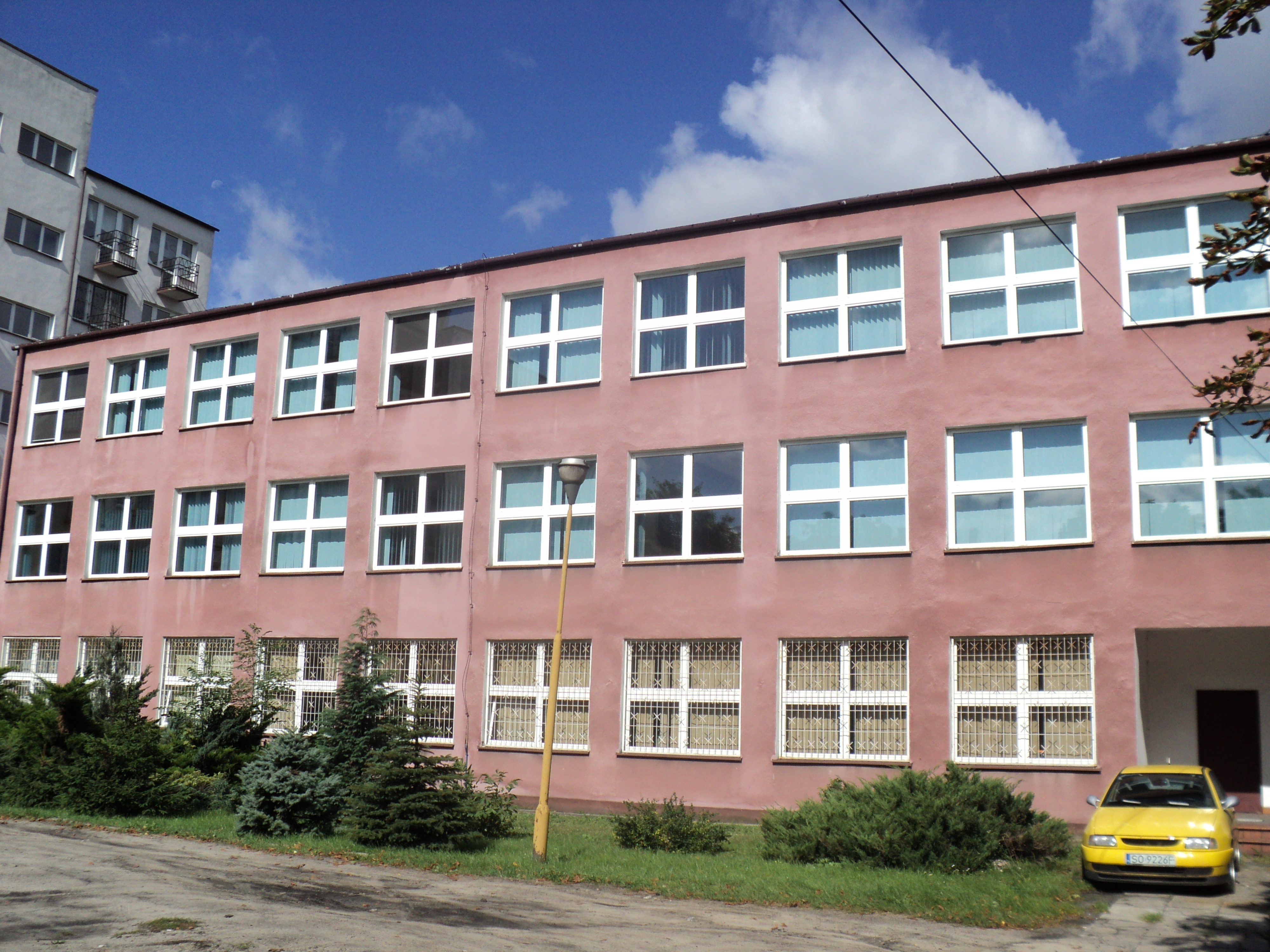
Budynek WSRL w Żyrardowie (od ul. Ossowskiego)
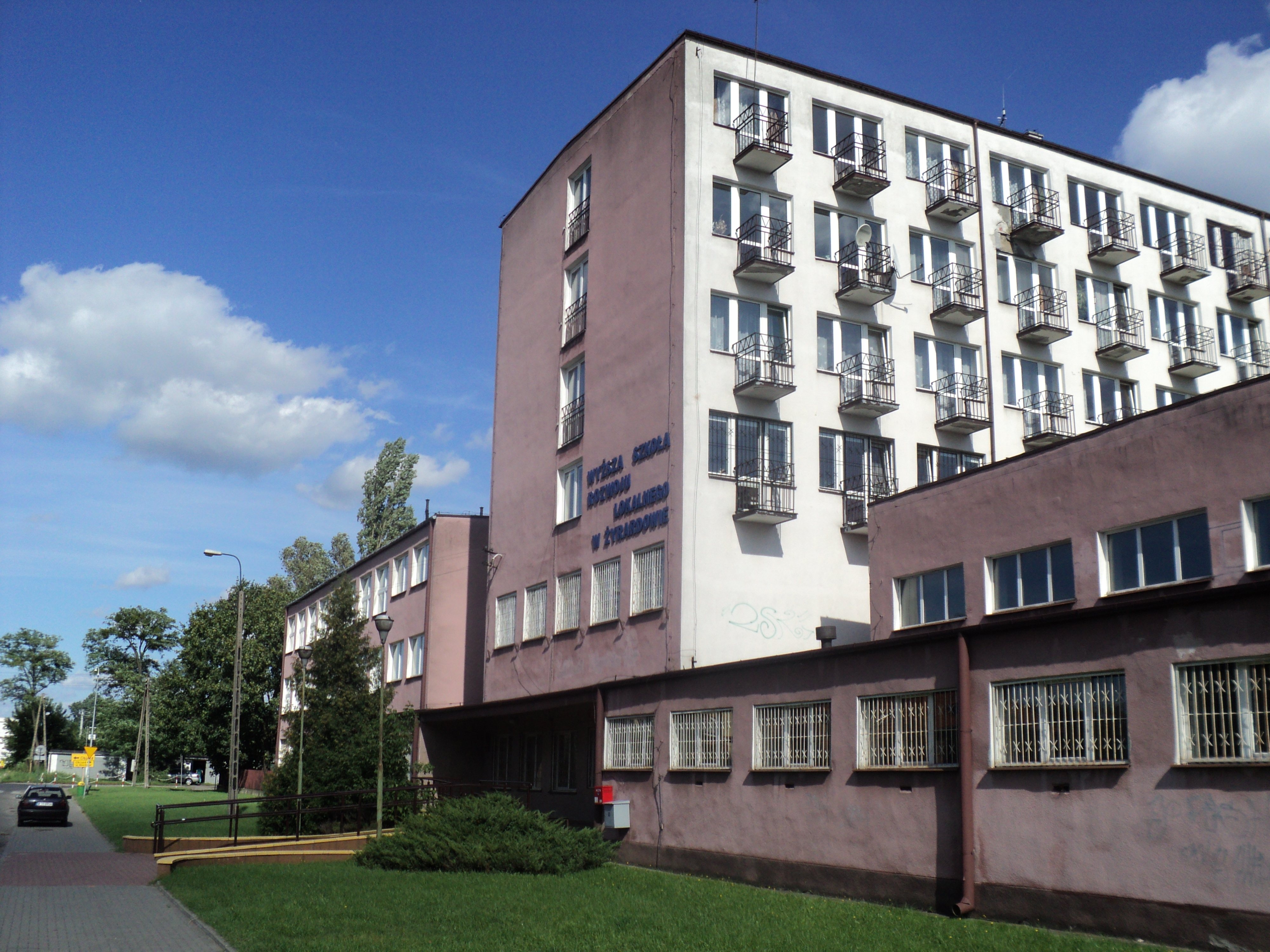
Budynek WSRL w Żyrardowie (od ul. Waryńskiego)
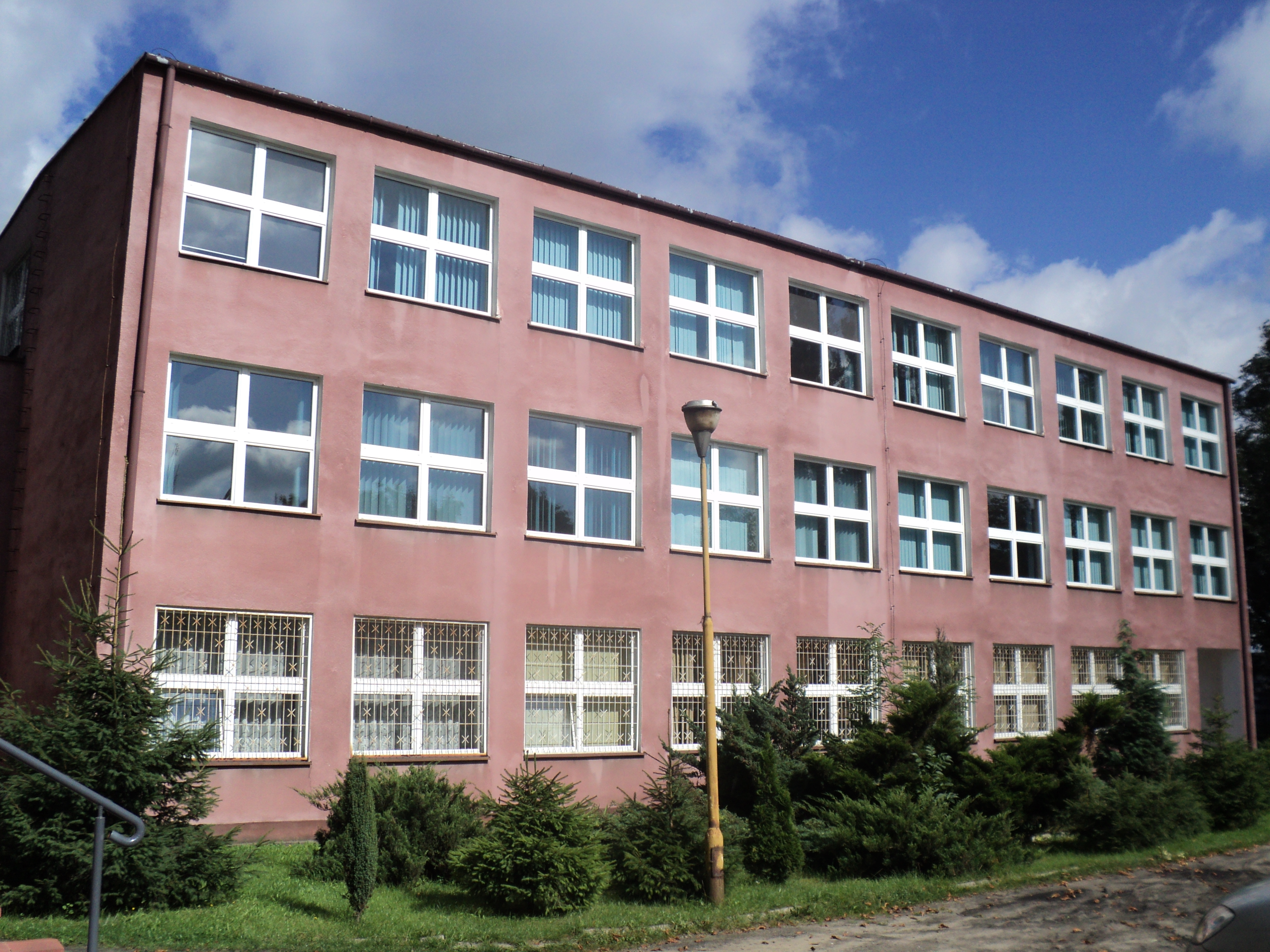
Budynek WSRL w Żyrardowie (od ul. Ossowskiego)
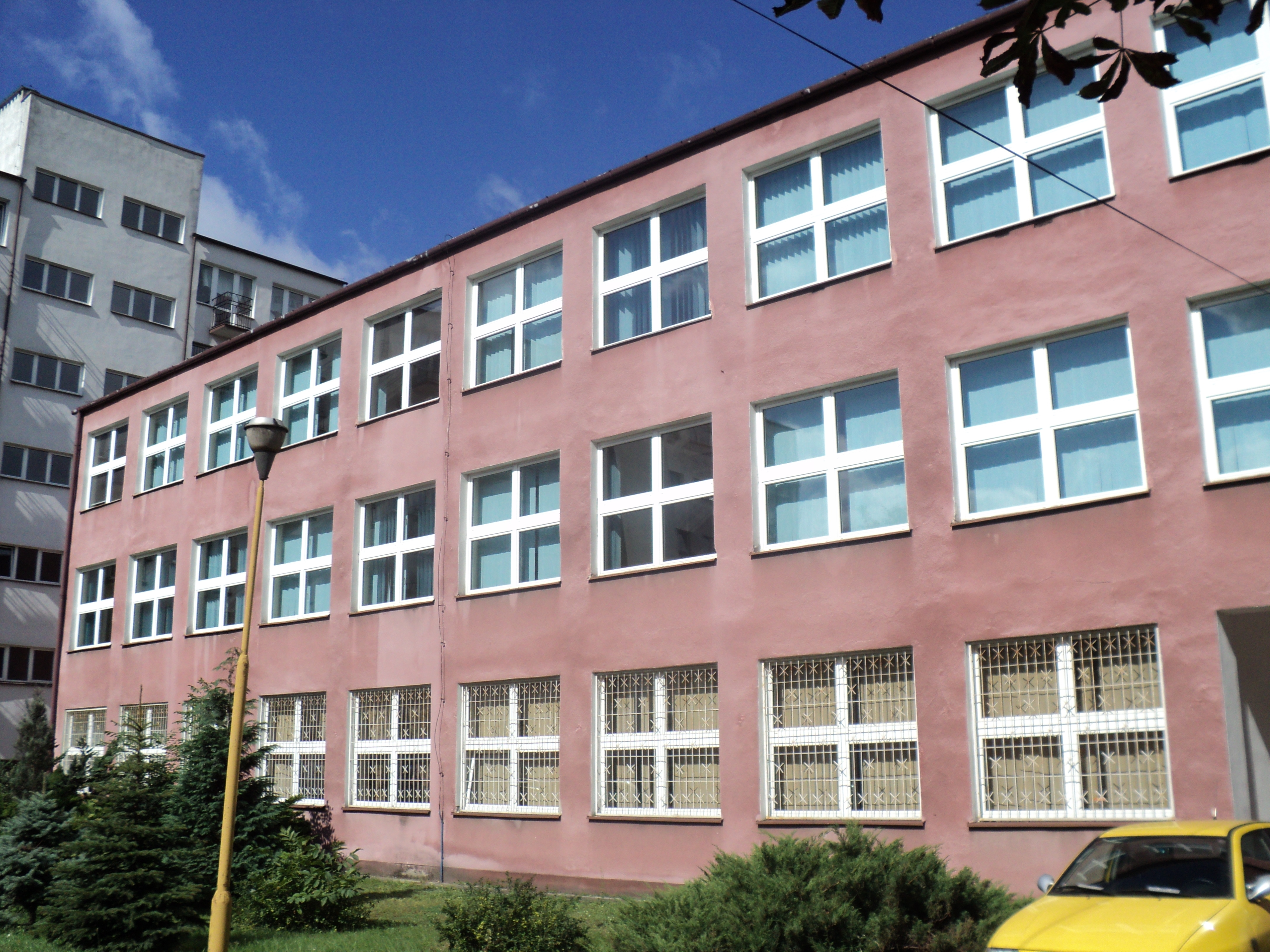
Budynek WSRL w Żyrardowie (od ul. Ossowskiego)